# Patryk Goszczurny
Patryk Goszczurny (ur. 14 marca 2006 w Kaliszu) – polski kolarz szosowy.
Karierę kolarską rozpoczął w KTK Kalisz. W lipcu 2022 w trakcie XXXII Ogólnopolskiego Wyścigu Kolarskiego wygrał jazdę indywidualną na czas oraz zwyciężył w klasyfikacji generalnej całego wyścigu. Tydzień później został mistrzem Polski juniorów młodszych w jeździe indywidualnej na czas w ramach XXVIII Ogólnopolskiej Olimpiady Młodzieży. W lipcu 2022 wywalczył złoty medal w jeździe indywidualnej na czas oraz srebrny medal w wyścigu ze startu wspólnego podczas Olimpijskiego Festiwalu Młodzieży Europy.  

## Najważniejsze osiągnięcia
2022
- 1. miejsce w olimpijskim festiwalu młodzieży Europy (jazda ind. na czas)[1]
- 2. miejsce w olimpijskim festiwalu młodzieży Europy (start wspólny)[1]

2023
- 2. miejsce w mistrzostwach Polski juniorów (start wspólny)
- 2. miejsce w Acht van Bladel
  - 1. miejsce w klasyfikacji młodzieżowej

2024
- 2. miejsce w mistrzostwach Polski juniorów (jazda ind. na czas)
- 3. miejsce w mistrzostwach Polski juniorów (start wspólny)